# 김제 금산사 석등
김제 금산사 석등(金堤 金山寺 石燈)은 전북특별자치도 김제시, 금산사에 있는 고려시대의 석등이다. 1985년 1월 8일 대한민국의 보물 제828호로 지정되었다.

## 같이 보기
- 금산사 金山寺

## 참고 자료
- 김제 금산사 석등 - 국가유산청 국가유산포털